# آرثر لابان بيتس
آرثر لابان بيتس هو محامي وسياسي أمريكي، ولد في 6 يونيو 1859 في ميدفيل في الولايات المتحدة، وتوفي بنفس المكان في 26 أغسطس 1934. نشط حزبياً في الحزب الجمهوري. وقد انتخب عضو مجلس النواب الأمريكي ‏.